# Trine Nielsen
Trine Skovgaard Nielsen (født  Trine Jensen 16. oktober 1980) er en dansk, tidligere håndboldspiller, der siden sommeren 2022 har været sportsdirektør for Odense Håndbold i Damehåndboldligaen. Hun spillede selv højre back både på klubholdet og landsholdet. Hun har tidligere været TV-håndboldekspert på TV2 Sport fast 2014 til 2020, hvorefter hun var hos TV3 Sport med fokus på EHF Champions League. Hun nåede at spille 54 A-landsholdskampe.
Hun stopper som sportsdirektør i Odense Håndbold ved afslutningen af 2024-25 sæsonen, da klubben nedlægger stillingen.
Igennem sin håndboldkarriere spillede hun for HEI, Brabrand IF, Ikast-Bording EH, Aalborg DH, GOG Svendborg TGI og HC Odense.
Hun var blandt andet med på holdet, der vandt EM i 2002 og OL-guld i Athen i 2004.
Hun er søster til damelandsholdstræner og tidligere Team Esbjerg-cheftræner Jesper Jensen.